# Sébastien Caron
Pour les articles homonymes, voir Caron.
Sébastien Caron (né le 25 juin 1980 à Amqui au Québec, Canada) est un joueur professionnel canadien de hockey sur glace évoluant à la position de gardien de but,.

## Carrière

### Carrière en Amérique du Nord
Caron commence sa carrière en tant que joueur junior avec l'Océanic de Rimouski de la Ligue de hockey junior majeur du Québec en 1998-1999 aux côtés de Brad Richards. Au terme de cette première saison dans la LHJMQ, il participe au repêchage d'entrée dans la Ligue nationale de hockey. Il est choisi lors de la quatrième ronde, le quatre-vingt-sixième joueur, par les Penguins de Pittsburgh.
En 2000, l'Océanic parvient à remporter les séries éliminatoires de la LHJMQ et joue la Coupe Memorial de la Ligue canadienne de hockey. Caron aide son équipe à remporter le trophée junior et gagne à titre personnel le trophée Hap-Emms du meilleur gardien de la Coupe Memorial.
Il signe son premier contrat professionnel avec la franchise de la LNH pour la saison 2000-2001 mais passe toute la saison dans la Ligue américaine de hockey avec les Penguins de Wilkes-Barre/Scranton. Il fait ses débuts avec Pittsburgh en 2002-2003 mais ne connaît que peu de temps de jeu, étant souvent préféré à Johan Hedberg. Lors de la saison suivante, il est le gardien numéro un de l'équipe devant Marc-André Fleury. La saison 2004-2005 de la LNH est annulée en raison d'un lock-out et Caron décide de passer sa saison dans la Ligue nord-américaine de hockey. À la reprise de la LNH, Caron se voit une nouvelle fois relégué en tant que deuxième gardien de l'équipe au profit de Fleury. Le 27 juillet 2006, après avoir eu son contrat racheté par les Penguins, il signe pour les Blackhawks de Chicago.
Il ne joue qu'un seul match avec sa nouvelle équipe, une victoire 3-1, et passe le début de la saison 2006-2007 avec les Admirals de Norfolk. Le 28 décembre 2006, il change une nouvelle fois d'équipe et prend la direction des Mighty Ducks d'Anaheim. Caron est un des nombreux gardiens qu'utilisent les Pirates de Portland au cours de la saison mais joue tout de même un match avec les Ducks au cours de la saison. Même s'il ne joue pas avec les Ducks lors des séries éliminatoires, il est tout de même présent sur la photographie officielle de l'équipe avec la Coupe Stanley et reçoit une bague de champion 2006-2007.
En avril 2010, il est appelé à finir la saison de Ligue nationale de hockey avec les Flyers de Philadelphie après avoir été éliminé des quarts de finale des séries de la LNA en Suisse avec le HC Fribourg-Gottéron. En mars 2012, il signe un contrat d'un an avec le Lightning de Tampa Bay. Il évolue durant 3 parties avec cette équipe puis, en juin 2012, il est échangé aux Predators de Nashville contre Anders Lindback, Kyle Wilson et des choix des repêchages.

### Carrière en Europe
Lassé d'être ballotté entre la LNH et la LAH, il signe au cours de l'été 2007 avec un club du championnat de Suisse de hockey : le HC Fribourg-Gottéron de la Ligue nationale A. Le club a signé un nouveau contrat avec lui jusqu'au terme de la saison 2009-2010. Caron est un des acteurs le plus important du club fribourgeois lors de sa première saison en Suisse et a notamment permis à ce dernier de se qualifier pour les demi-finales des séries. Il a été élu meilleur gardien du championnat de suisse au terme de la saison 2007-2008 par les fans suisse avec le gardien Marco Bührer du CP Berne.
Trois semaines avant le début de la saison 2010-2011, il quitte le HC Fribourg-Gottéron pour le club de Traktor Tcheliabinsk en KHL, à la suite de l'arrivée de Cristobal Huet sur les bords de la Sarine. Sébastien Caron quitte la Russie avec une expérience négative; le HC Lugano l'engage pour le reste de la saison en concurrence avec David Aebischer.
L'arrivée du jeune Benjamin Conz sonne le glas de l'aventure luganaise pour le portier québécois qui rejoint l'Allemagne et les Iserlohn Roosters.

## Statistiques
| Saison     | Équipe                            | Ligue      |    | Saison régulière | Saison régulière | Saison régulière | Saison régulière | Saison régulière | Saison régulière | Saison régulière | Saison régulière | Saison régulière | Saison régulière |    | Séries éliminatoires | Séries éliminatoires | Séries éliminatoires | Séries éliminatoires | Séries éliminatoires | Séries éliminatoires | Séries éliminatoires | Séries éliminatoires | Séries éliminatoires |
| Saison     | Équipe                            | Ligue      | PJ | V                | D                | Pr/N             | Min              | BC               | Moy              | % Arr            | Bl               | Pun              | PJ               | V  | D                    | Min                  | BC                   | Moy                  | % Arr                | Bl                   | Pun                  |                      |                      |
| 1998-1999  | Océanic de Rimouski               | LHJMQ      | 30 | 13               | 10               | 3                | 1 577            | 85               | 3,23             | 91,2             | 0                |                  | 2                | 1  | 0                    | 68                   | 0                    | 0,00                 | 100                  | 0                    |                      |                      |                      |
| 1999-2000  | Océanic de Rimouski               | LHJMQ      | 54 | 38               | 11               | 3                | 3 040            | 179              | 3,53             | 89,6             | 1                |                  | 14               | 12 | 2                    | 828                  | 50                   | 3,62                 | 90,0                 | 0                    |                      |                      |                      |
| 2000-2001  | Penguins de Wilkes-Barre/Scranton | LAH        | 30 | 12               | 14               | 3                | 1 746            | 103              | 3,54             | 88,2             | 4                |                  | -                | -  | -                    | -                    | -                    | -                    | -                    | -                    |                      |                      |                      |
| 2001-2002  | Penguins de Wilkes-Barre/Scranton | LAH        | 46 | 14               | 22               | 8                | 2 671            | 139              | 3,12             | 90,3             | 1                |                  | -                | -  | -                    | -                    | -                    | -                    | -                    | -                    |                      |                      |                      |
| 2002-2003  | Penguins de Wilkes-Barre/Scranton | LAH        | 27 | 12               | 14               | 1                | 1 561            | 81               | 3,11             | 90,4             | 1                |                  | -                | -  | -                    | -                    | -                    | -                    | -                    | -                    |                      |                      |                      |
| 2002-2003  | Penguins de Pittsburgh            | LNH        | 24 | 7                | 14               | 2                | 1 408            | 62               | 2,64             | 91,6             | 2                |                  | -                | -  | -                    | -                    | -                    | -                    | -                    | -                    |                      |                      |                      |
| 2003-2004  | Penguins de Pittsburgh            | LNH        | 40 | 9                | 24               | 5                | 2 213            | 138              | 3,74             | 88,3             | 1                |                  | -                | -  | -                    | -                    | -                    | -                    | -                    | -                    |                      |                      |                      |
| 2003-2004  | Penguins de Wilkes-Barre/Scranton | LAH        | 14 | 7                | 3                | 4                | 811              | 26               | 1,92             | 93,0             | 2                |                  | 7                | 3  | 4                    | 395                  | 23                   | 3,49                 | 85,0                 | 0                    |                      |                      |                      |
| 2004-2005  | Fjord du Saguenay                 | LNAH       | 18 |                  |                  |                  |                  |                  |                  |                  |                  |                  | -                | -  | -                    | -                    | -                    | -                    | -                    | -                    |                      |                      |                      |
| 2004-2005  | Mission de Sorel-Tracy            | LNAH       | 24 |                  |                  |                  |                  |                  |                  |                  |                  |                  | 4                |    |                      |                      |                      | 5,12                 | 82,9                 |                      |                      |                      |                      |
| 2005-2006  | Penguins de Pittsburgh            | LNH        | 26 | 8                | 9                | 5                | 1 312            | 87               | 3,98             | 88,1             | 1                |                  | -                | -  | -                    | -                    | -                    | -                    | -                    | -                    |                      |                      |                      |
| 2005-2006  | Penguins de Wilkes-Barre/Scranton | LAH        | 6  | 3                | 3                | 0                | 357              | 7                | 1,18             | 95,4             | 2                |                  | -                | -  | -                    | -                    | -                    | -                    | -                    | -                    |                      |                      |                      |
| 2006-2007  | Admirals de Norfolk               | LAH        | 9  | 4                | 4                | 0                | 506              | 34               | 4,03             | 86,8             | 0                |                  | -                | -  | -                    | -                    | -                    | -                    | -                    | -                    |                      |                      |                      |
| 2006-2007  | Blackhawks de Chicago             | LNH        | 1  | 1                | 0                | 0                | 60               | 1                | 1,00             | 96,0             | 0                |                  | -                | -  | -                    | -                    | -                    | -                    | -                    | -                    |                      |                      |                      |
| 2006-2007  | Pirates de Portland               | LAH        | 17 | 7                | 6                | 4                | 1 025            | 40               | 2,34             | 91,0             | 0                |                  | -                | -  | -                    | -                    | -                    | -                    | -                    | -                    |                      |                      |                      |
| 2006-2007  | Ducks d'Anaheim                   | LNH        | 1  | 0                | 0                | 0                | 28               | 1                | 2,14             | 83,3             | 0                |                  | -                | -  | -                    | -                    | -                    | -                    | -                    | -                    |                      |                      |                      |
| 2007-2008  | HC Fribourg-Gottéron              | LNA        | 48 | 24               | 24               | 0                | 2 851            | 144              | 3,03             |                  | 5                |                  | 7                | 4  | 3                    | 438                  | 21                   | 2,88                 |                      | 0                    |                      |                      |                      |
| 2008-2009  | HC Fribourg-Gottéron              | LNA        | 37 | 19               | 14               | 3                | 2 125            | 100              | 2,82             |                  | 3                | 2                | 11               | 7  | 4                    | 665                  | 22                   | 1,98                 |                      | 2                    | 0                    |                      |                      |
| 2009-2010  | HC Fribourg-Gottéron              | LNA        | 46 | 17               | 20               | 3                | 2 739            | 139              | 3,05             |                  | 1                | 4                | 7                | 3  | 4                    | 429                  | 23                   | 3,21                 |                      | 0                    | 2                    |                      |                      |
| 2010-2011  | Traktor Tcheliabinsk              | KHL        | 12 |                  |                  |                  | 655              | 40               | 3,66             | 86,7             | 0                |                  | -                | -  | -                    | -                    | -                    | -                    | -                    | -                    |                      |                      |                      |
| 2010-2011  | HC Lugano                         | LNA        | 15 | 6                | 8                | 0                | 909              | 40               | 2,64             | 88,8             | 2                | 2                | 4                | 4  | 0                    | 249                  | 7                    | 1,67                 | 92,2                 | 0                    | 0                    |                      |                      |
| 2011-2012  | Iserlohn Roosters                 | DEL        | 49 | 25               | 23               | 0                | 2 947            | 126              | 2,57             | 93,2             | 5                |                  | 2                | 0  | 2                    | 117                  | 9                    | 4,62                 | 88,9                 | 0                    |                      |                      |                      |
| 2011-2012  | Lightning de Tampa Bay            | LNH        | 3  | 1                | 1                | 0                | 135              | 7                | 3,11             | 87,7             | 0                |                  | -                | -  | -                    | -                    | -                    | -                    | -                    | -                    |                      |                      |                      |
| 2012-2013  | Iserlohn Roosters                 | DEL        | 47 | 18               | 28               | 0                | 2 692            | 135              | 3,01             | 92,0             | 2                |                  | -                | -  | -                    | -                    | -                    | -                    | -                    | -                    |                      |                      |                      |
| 2013-2014  | Iserlohn Roosters                 | DEL        | 4  | 2                | 2                | 0                | 239              | 14               | 3,51             | 89,0             | 1                |                  | -                | -  | -                    | -                    | -                    | -                    | -                    | -                    |                      |                      |                      |
| 2013-2014  | Hamburg Freezers                  | DEL        | 24 | 17               | 7                | 0                | 1 439            | 40               | 1,67             | 94,4             | 3                |                  | 7                | 3  | 4                    | 416                  | 17                   | 2,45                 | 92,2                 | 1                    |                      |                      |                      |
| 2014-2015  | Hamburg Freezers                  | DEL        | 33 | 20               | 11               | 0                | 1 906            | 79               | 2,49             | 92,4             | 3                |                  | 7                | 3  | 4                    | 416                  | 18                   | 2,60                 | 90,0                 | 1                    |                      |                      |                      |
| 2015-2016  | Hamburg Freezers                  | DEL        | 12 | 5                | 7                | 0                | 658              | 41               | 3,74             | 87,8             | 0                |                  | -                | -  | -                    | -                    | -                    | -                    | -                    | -                    |                      |                      |                      |
| Totaux LNH | Totaux LNH                        | Totaux LNH | 95 | 26               | 48               | 14               | 5 156            | 296              | 3,44             | 89,2             | 4                |                  | -                | -  | -                    | -                    | -                    | -                    | -                    | -                    |                      |                      |                      |